# Лейпцигские жаворонки
«Лейпцигские жаворонки» (нем. Leipziger Lerche) — знаменитые в Германии миндальные пирожные из Лейпцига. Выпекаются из песочного теста с добавлением миндаля и других орехов и с клубничным конфитюром. Каждое пирожное украшается двумя перекрещивающимися ленточками из теста. «Лейпцигских жаворонков» подают в старинном лейпцигском кафе «Цум арабишен кофе баум».
Пирожное обязано своим появлением мероприятию по защите животных — запрету на ловлю жаворонков, принятому в 1876 году. До этого времени Лейпциг действительно был знаменит блюдами из этой птицы. В 1874 году художник Карл Шпицвег давал племяннице подробные указания по приготовлению панированных жаворонков на железных шпажках к праздничному столу по поводу её помолвки. Из жаворонков, отлов которых принял промышленные масштабы, также готовили жаркое и паштеты, в том числе на экспорт.